# Dekret
|  | Wiktionary har en ordboksartikel om dekret. |

Dekret är ett skriftligt påbud eller rättsakt med rättsverkan som är helt eller till stor del likställd en lag. I regel utfärdas den av en statschef eller en regering. Oftast anses ordet vara något pejorativt, då det sammanhör med en icke-vald församling eller person.